# Yuanmoumens
Yuanmoumens (Homo erectus yuanmouensis) verwijst naar een individu van de soort Homo erectus waarvan de overblijfselen, twee snijtanden, werden ontdekt in de buurt van het dorp Danawu in het Yuanmou district in de zuidwestelijke Chinese provincie Yunnan. Later zijn er op dezelfde plek stenen artefacten, dierlijke botresten, tekenen van menselijke arbeid en as van kampvuren opgegraven.

## Ontdekking en datering
De overblijfselen van Yuanmoumens werden op 1 mei 1965, door de geoloog Fang Qian ontdekt. Baserende op de paleomagnetisch datering van de rots, waarin de snijtanden werden gevonden, werden aanvankelijk de fossielen op ongeveer 1.700.000 BP geschat, waardoor ze tot de oudste menselijke fossielen behoren, die gevonden zijn in China en Oost-Azië.
Echter, Liu en Ding (1984) merkten op dat de fauna-sequentie op de opgravingsplek ongebruikelijk was, namelijk omgekeerd: met meer uitgestorven soorten in de hogere dan in de diepere niveaus. Zij suggereren dat de ouderdom van de fossielen geschat moet worden op 600.000 BP tot 500.000 BP. Deze jongere datering is meer in overeenstemming met de huidige stand van kennis over de verspreiding en evolutie van mensachtigen in Azië.

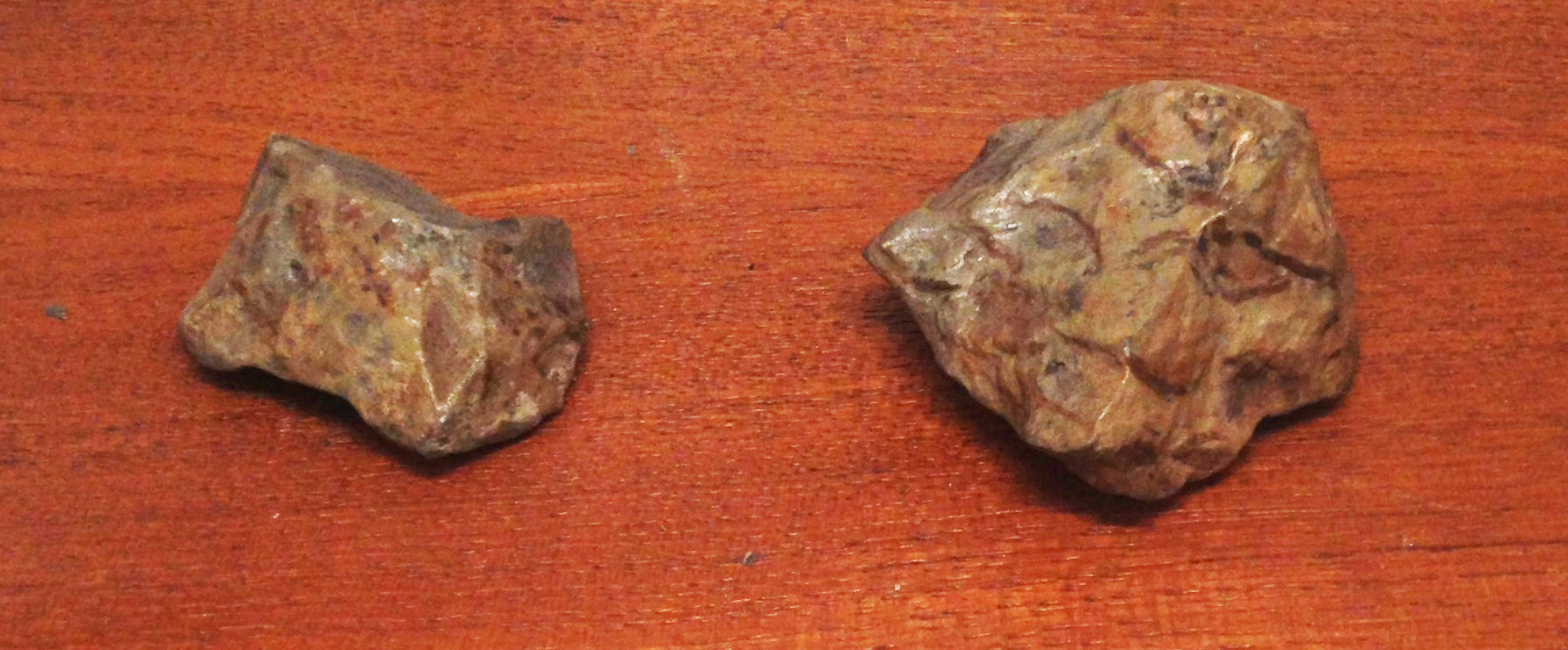
replicas van stenen werktuigen van de yuanmoumens

| Voorlopers en oude verwanten van de mens | Voorlopers en oude verwanten van de mens | Voorlopers en oude verwanten van de mens |
| Fossiel voorkomen                        | Geslacht                                 | Soorten |
| ---------------------------------------- | ---------------------------------------- | --- |
| 7 - 4,4 Ma                               | Sahelanthropus                           | Sahelanthropus tchadensis |
| 7 - 4,4 Ma                               | Orrorin                                  | Orrorin tugenensis |
| 7 - 4,4 Ma                               | Ardipithecus                             | Ardipithecus ramidus · Ardipithecus kadabba |
| 4,3 - 2 Ma                               | Australopithecus                         | A. anamensis · A. afarensis · A. bahrelghazali · A. africanus · A. garhi · A. sediba |
| 3,5 Ma                                   | Kenyanthropus                            | Kenyanthropus platyops |
| 2,5 - 1 Ma                               | Paranthropus                             | P. aethiopicus · P. boisei · P. robustus |
| tot heden                                | Homo                                     | H. antecessor · H. cepranensis · H. denisova · Homo erectus (Javamens · Pekingmens) · H. ergaster · H. floresiensis · H. gautengensis · H. georgicus · H. habilis · H. heidelbergensis · H. helmei · H. neanderthalensis · H. rhodesiensis · H. rudolfensis · Homo sapiens (H. s. idaltu · Cro-magnonmens · Red Deer Cave-mensen) |